# Christianus Wilster
Christian Friedrich Aemilius Wilster (27 de septiembre de 1797-11 de enero de 1840) fue un poeta, teólogo y traductor danés. Estudió teología a partir del año de 1827. También a partir de ese año estudió Derecho. Enseñó la lengua griega en la Universidad. Escribió canciones propias y tradujo la Ilíada  y la Odisea de Homero en hexámetros adelantándose a los trabajos de Otton Due. Dichos trabajos se volvieron muy famosos en Dinamarca. Luego de  la muerte de Christian Wilster se publicaron versiones suyas de ocho tragedias de  Eurípides.

## Otras lecturas
- Opera Christiani Wilster in Calliope.org

- Datos: Q4275481
- Multimedia: Christian Wilster / Q4275481